# Liste der Monuments historiques in Feucherolles
Die Liste der Monuments historiques in Feucherolles führt die Monuments historiques in der französischen Gemeinde Feucherolles auf.

## Liste der Bauwerke
| Bezeichnung          | Beschreibung | Standort | Kennzeichnung | Schutzstatus | Datum | Bild |
| -------------------- | ------------ | -------- | ------------- | ------------ | ----- | ---- |
| Kirche Ste-Geneviève |              | (Lage)   | PA00087432    | Classé       | 1886  |      |

## Liste der Objekte

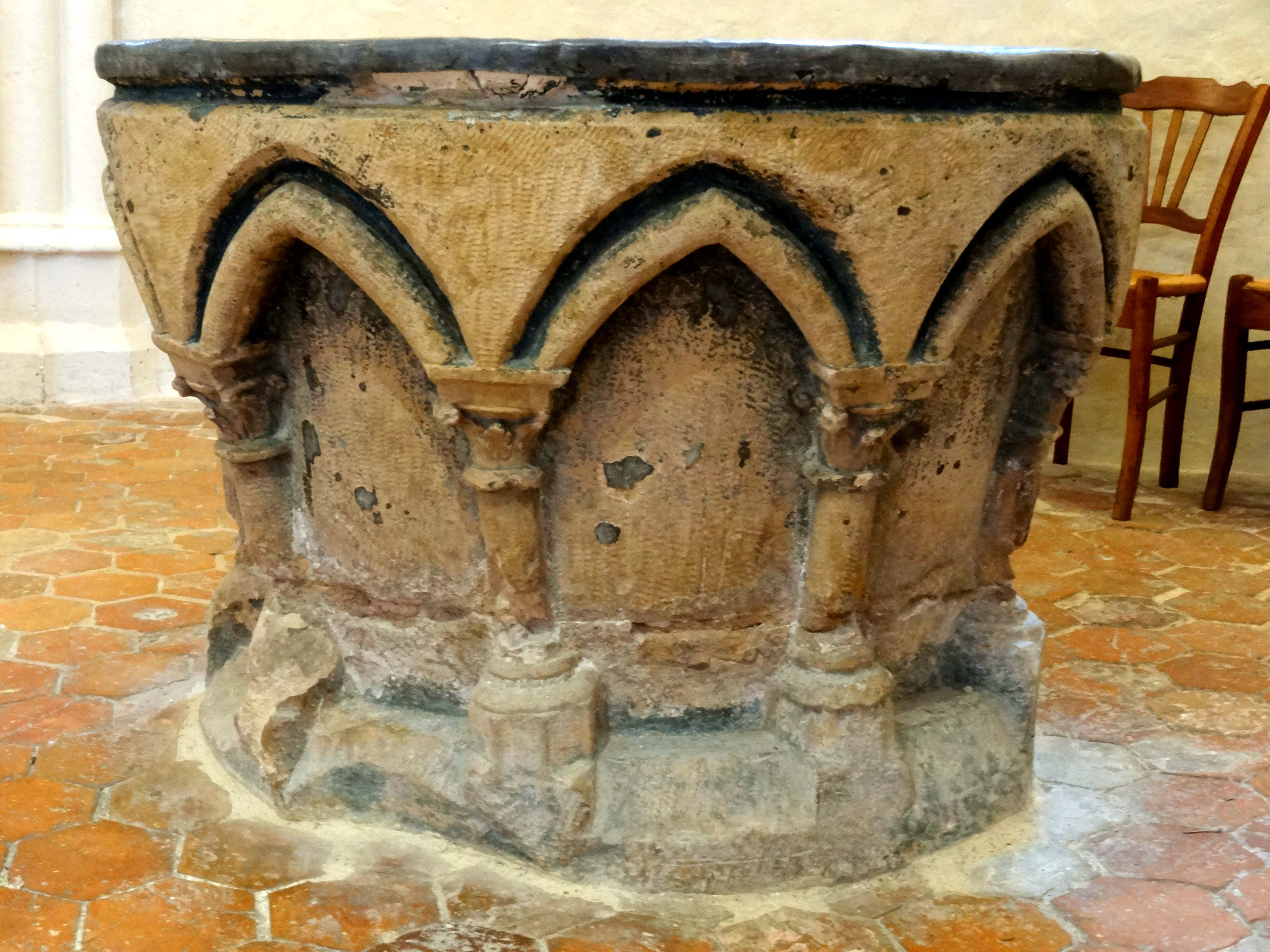
Taufbecken in Feucherolles

- Monuments historiques (Objekte) in Feucherolles in der Base Palissy des französischen Kultusministeriums

Siehe auch: Taufbecken (Feucherolles)